# Lübecker Münzschatz
Der Lübecker Münzschatz ist der bisher größte auf deutschem Gebiet gefundene Münzschatz und umfasst 395 Gold- und 23.608 Silbermünzen. Der Schatz wurde 1984 in Lübeck bei Aushubarbeiten während des Neubaus der Musikhochschule gefunden.
Der Münzschatz wurde zwischen 1533 und 1537 von einem Kaufmann unter der Treppe des Hauses Ecke An der Obertrave/Depenau an der Trave vergraben. Warum er seine Wechselkasse nicht wieder ausgraben konnte, ist bis heute unklar. Über die Hälfte der Münzen wurde im norddeutschen Raum geprägt, die anderen stammen u. a. aus Granada (Spanien), Hermannstadt (Rumänien), Turku (Finnland) und Neapel (Italien) und offenbaren die weitläufigen Handelsbeziehungen der hanseatischen Kaufleute. Der Führer des Baggers, der den Münzschatz entdeckte, wurde dafür mit 250.000 DM belohnt. Der Münzschatz war bis 2011 im Kulturforum Burgkloster dem interessierten Publikum zugänglich.